# Dieter Seeler

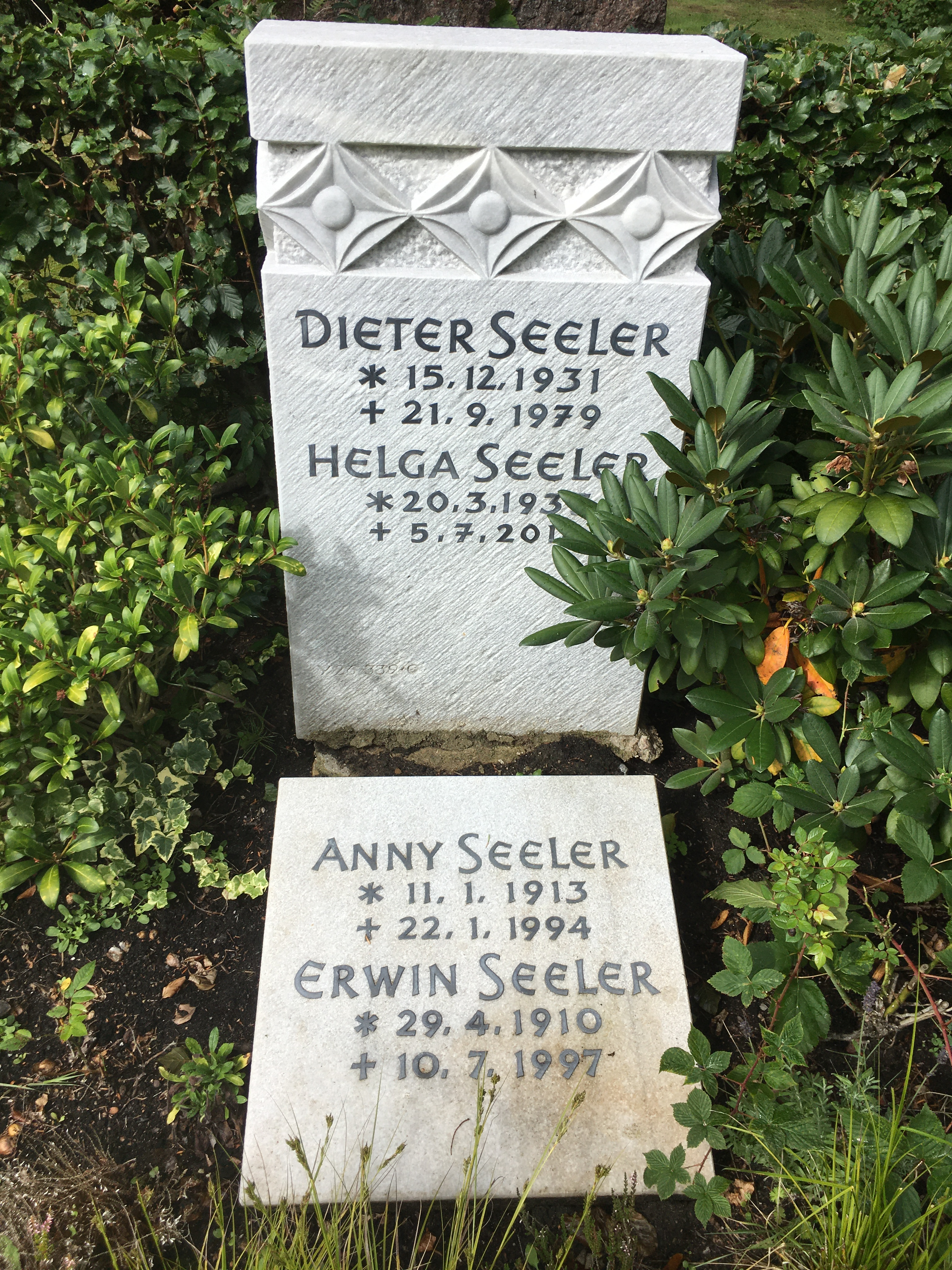
Grab von Dieter Seeler sowie seiner Eltern und Ehefrau auf dem Friedhof Ohlsdorf

Dieter Seeler (* 15. Dezember 1931 in Hamburg-Rothenburgsort; † 21. September 1979 in Hamburg) war ein deutscher Fußballspieler. Von 1952 bis 1965 absolvierte er in der damals erstklassigen Oberliga Nord und der 1963 ins Leben gerufenen Bundesliga insgesamt 304 Pflichtspiele und erzielte 78 Tore. Als Aktiver des Hamburger SV gewann er 1960 die deutsche Fußballmeisterschaft und 1963 den DFB-Pokal.

## Laufbahn

### Jugend und Altona 93, 1940 bis 1955
Der ältere Sohn von Erwin Seeler stand während seiner Karriere zwar meist im Schatten seines jüngeren Bruders Uwe, machte sich aber als Stürmer (und später Außenläufer) durchaus einen eigenen Namen. Geboren wurde Dieter Seeler im Hafenarbeiter-Bezirk Rothenburgsort; er wuchs mit den Eltern Anny und Erwin Seeler sowie den Geschwistern Gertrud und Uwe in Hamburg-Eppendorf in der Seeler’schen Dreizimmerwohnung auf. „Didi“ Seeler schloss sich mit neun Jahren dem HSV an. Der zweikampfstarke junge Spieler bekam nach dem Übergang in das Seniorenlager keine Chance im Oberligateam der „Rothosen“ und versuchte deshalb zur Saison 1952/53 bei den Schwarz-Weiß-Roten des Traditionsklubs Altona 93 seinen Oberligaeinstieg zu verwirklichen. Das Team aus Bahrenfeld war als dritte Mannschaft der Oberligaaufstiegsrunde nachträglich wegen des Zwangsabstiegs von Eintracht Braunschweig in die Oberliga Nord aufgenommen worden. Neben dem Sohn von „Vadder“ Erwin Seeler schloss sich auch noch der jahrelange Dirigent des HSV-Spiels, Heinz Spundflasche, der Mannschaft von der Adolf-Jäger-Kampfbahn an; mit Kurt Hinsch, Karl-Heinz Keil und Kurt Reich wurde der AFC-Kader weiter verstärkt. Am ersten Rundenspieltag, dem 24. August 1952, debütierte das junge Talent beim Auswärtsspiel gegen die „Rautenträger“ des HSV in der Oberliga Nord. Die AFC-Elf von Trainer Herbert Panse lieferte bei der 3:4-Niederlage dem Favoriten einen großen Kampf. Dieter Seeler stürmte dabei im damals zumeist praktizierten WM-System auf Rechtsaußen. Der NWDR (Nordwestdeutscher Rundfunk) übertrug zum ersten Mal in Deutschland ein Fußballspiel in voller Länge.
Beim torreichen 7:4-Heimerfolg am 14. September 1952 gegen Werder Bremen erzielte der ältere Seeler-Bruder einen Treffer; beim 8:7-Auswärtserfolg am 26. Oktober beim späteren Absteiger Eintracht Osnabrück ebenfalls. Den Durchbruch in Altona schaffte er am 23. November 1952 beim 2:1-Heimerfolg gegen den VfL Osnabrück – mit Hans Haferkamp, Ernst-Otto Meyer und Adolf Vetter –, als er sich vor 15.000 Zuschauern als zweifacher Torschütze auszeichnete. Acht Tage später, am 30. November, erlitt er vor 18.000 Zuschauern auf schneebedecktem Boden beim 3:1-Auswärtserfolg gegen den FC St. Pauli eine schwere Knieverletzung. Er war mit dem Knie gegen die Eisenbarriere gestoßen und fiel danach für nahezu ein halbes Jahr aus. Er konnte deshalb in seinem Oberligadebütjahr nur 14 Ligaspiele bestreiten und erzielte sechs Tore; der AFC belegte den sechsten Rang. In seiner zweiten Oberligarunde, 1953/54, stürzte der Hamburger SV auf den 11. Platz ab – auch wegen eines Vier-Punkte-Abzuges infolge finanzieller Unregelmäßigkeiten im Zusammenhang mit einem geplanten Wechsel von Willi Schröder – und Altona kam auf dem ausgezeichneten dritten Rang ein. Meister wurde Hannover 96 vor St. Pauli. „Didi“ Seeler hatte in 24 Spielen 13 Tore erzielt. Auch im dritten Jahr in Folge gehörte der AFC 1954/55 den führenden Teams in der Oberliga Nord an. Das Team aus Bahrenfeld erreichte den vierten Rang und der ältere der Seeler-Brüder hatte dazu in 29 Einsätzen zwölf Tore erzielt. Über die regionalen Grenzen hinaus machten die Schwarz-Weiß-Roten im DFB-Pokal auf sich aufmerksam. In der ersten Hauptrunde gelang ein 3:2-Erfolg gegen den südwestdeutschen Oberligisten 1. FC Saarbrücken, in der zweiten Runde setzte man sich gegen den Südoberligisten Eintracht Frankfurt mit 2:1 durch. Kurz vor Weihnachten 1954 gelang im Viertelfinale ein 2:0-Heimerfolg durch zwei Treffer von Werner Erb gegen den Westoberligisten Alemannia Aachen. An einem Mittwochabend trafen am 20. April 1955 auf dem neutralen Platz in Köln-Müngersdorf mit dem AFC und dem Karlsruher SC zwei Spitzenmannschaften aus dem Norden und dem Süden im Halbfinale aufeinander. Blondschopf Seeler machte dabei ein überragendes Spiel. Beim 3:3 nach Verlängerung erzielte er zwei Tore und bereitete das dritte vor. In der Glückauf-Kampfbahn in Gelsenkirchen verlor Altona am 8. Mai vor 15.000 Zuschauern das Wiederholungsspiel gegen den späteren Pokalsieger KSC mit 0:3. Nach drei Runden mit insgesamt 67 Ligaspielen und 30 Toren kehrte „Didi“ Seeler zur Saison 1955/56 als etablierter Oberligaspieler zum Hamburger SV zurück.

### Hamburger SV, 1955 bis 1965
Unter Trainer Martin Wilke und „Teamchef“ Günter Mahlmann gehörte er sofort der Stammformation des HSV an und feierte mit 41:19 Punkten die Nord-Meisterschaft vor den zwei Teams aus Hannover. Als der Nordmeister am 13. Mai 1956 die Endrunde um die deutsche Meisterschaft vor 70.000 Zuschauern im Volksparkstadion mit einem 0:0-Remis gegen den VfB Stuttgart eröffnete, stürmte „Didi“ Seeler auf Rechtsaußen an der Seite der Angriffskollegen Klaus Stürmer, Bruder Uwe, Günter Schlegel und Rolf Börner. Mit 9:3 Punkten punktgleich mit dem späteren Deutschen Meister Borussia Dortmund verpasste der HSV knapp den Einzug in das Endspiel. Im Verlauf der Oberligarunde hatte der ältere der beiden Seeler-Brüder mit zwei Treffern spätestens beim 6:0-Heimerfolg im November 1955 gegen den FC St. Pauli im HSV-Team den Durchbruch geschafft. Bestätigung erfuhr dies durch seine drei Treffer beim 10:0-Heimerfolg am 4. Dezember 1955 gegen Arminia Hannover und durch den 3:1-Erfolg am 1. Januar 1956 im Finale um den norddeutschen Pokal gegen Holstein Kiel. Er stürmte auch beim 2:1-Sieg im Halbfinale des DFB-Pokals am 5. Mai 1956 – acht Tage vor dem Endrundenstart um die deutsche Meisterschaft – gegen Fortuna Düsseldorf auf dem rechten Flügel des HSV-Teams.
Beim Gewinn der dritten Nordmeisterschaft 1957/58 ragten zwei Ligaspiele heraus. Zum einen das Heimspiel am 1. Dezember 1957 gegen TuS Bremerhaven 93 (2:1) mit dem Platzverweis für Bruder Uwe und der anschließenden Platzsperre für den HSV nach Ausschreitungen und Bedrohung des Schiedsrichters Walter Höfel, zweitens das Nachholspiel am zweiten Weihnachtsfeiertag im Bremer Weserstadion gegen Eintracht Braunschweig, was der HSV unter Mithilfe von Rechtsaußen Dieter Seeler nach einem 0:4-Halbzeitrückstand noch zu einem 6:4-Erfolg umdrehte. Bei Vinke wird das Spiel als „das aufregendste aller Oberligaspiele des Hamburger SV“ beschrieben. Im Angriff trat die Elf von Trainer Mahlmann mit Dieter Seeler, Gerhard Krug, Uwe Seeler (drei Tore), Klaus Stürmer und Uwe Reuter an und Josef Posipal wird eine überragende Leistung in der zweiten Halbzeit in der Offensive zugesprochen.
Der zweikampfstarke, stets engagierte „Terrier“ auf seiner späteren Stammposition des linken Außenläufers gehörte der HSV-Elf an, die 1960 mit einem 3:2-Finalsieg gegen den 1. FC Köln am 25. Juni vor 71.000 Zuschauern im Frankfurter Waldstadion die deutsche Meisterschaft errang. Die wirkungsvolle Defensivleistung der HSV-Abwehr um Horst Schnoor (Torhüter), Erwin Piechowiak, Gerhard Krug (Verteidiger) und der Läuferreihe mit Jürgen Werner, Jochenfritz Meinke und Dieter Seeler war dabei ein wesentlicher Erfolgsgarant gegen die mit Helmut Rahn, Christian Breuer, Christian Müller, Hans Schäfer und Karl-Heinz Thielen anerkannt leistungsstark besetzte „Geißbock“-Offensive.
Zu einem weiteren Höhepunkt entwickelte sich die Saison 1960/61. Die Spiele im Wettbewerb des Europapokals der Landesmeister gegen die Young Boys Bern, den FC Burnley und den FC Barcelona beeindruckten nicht nur die Fußballfans in Deutschland. Der 5:0-Auswärtserfolg im November 1960 im Berner Wankdorfstadion war nach Ansicht von Stopper Meinke das „beste Europacupspiel“ des HSV dieser Ära überhaupt. Leider wurde es nicht im Fernsehen übertragen und bekam somit in der Öffentlichkeit nicht den gebührenden Stellenwert. Meinke weiter: „Eine sensationelle Leistung zeigten wir natürlich auch beim 4:1-Heimsieg im Viertelfinale gegen den FC Burnley“. Gegen die „Katalanen“ des FC Barcelona war Dieter Seeler am 12. April 1961 bei der 0:1-Niederlage vor 90.000 Zuschauern im Camp Nou gegen deren Offensivstars Evaristo, Kubala, Suarez und Czibor am Ball, fehlte aber wegen eines Beinbruchs vom 16. April aus dem Nachholspiel gegen Concordia Hamburg bei den zwei weiteren Spielen gegen „Barca“. Erst am 1. Oktober 1961 konnte „Didi“ wieder ins HSV-Team zurückkehren.
In die Zeit der Oberliga fallen seine größten Erfolge: achtmal in Serie von 1956 bis 1963 wurde er Norddeutscher und 1960 als Krönung einmal Deutscher Meister, 1961 zog er mit seinen Mannschaftskollegen in das Halbfinale des Europapokals ein. Dazu wurde er 1963 unmittelbar vor dem Bundesligastart DFB-Pokalsieger; zu der Zeit war er auch HSV-Mannschaftskapitän.
Nach 28 Bundesliga-Spielen (zwei Tore) beendete er 1965 seine fußballerische Laufbahn. Sein letztes Bundesligaspiel absolvierte er am 20. Februar 1965 unter Trainer Georg Gawliczek bei einer 1:2-Auswärtsniederlage gegen Eintracht Frankfurt, wobei Bruder Uwe sich einen Achillessehnen-Riss zuzog. Am Debüttag der neuinstallierten Bundesliga, dem 24. August 1963, hatte er mit dem HSV ein 1:1-Remis bei Preußen Münster erzielt.

## Auswahlberufungen
Seine einzige internationale Berufung erhielt Dieter Seeler im November 1959, als er in der deutschen B-Nationalelf gegen Ungarn zum Einsatz kam. Beim 2:1-Erfolg in Saarbrücken bildete er vor Vereinskollege Schnoor mit den Verteidigern Gustav Witlatschil, Friedel Späth und den Läuferkollegen Hermann Nuber und Willi Koll die deutsche Defensive. Internationale Erfahrung sammelte er darüber hinaus in zehn Europacupeinsätzen (je fünf im Landesmeister- und Pokalsiegerwettbewerb), sowie bei vielen internationalen Freundschaftsspielen des HSV von 1955 bis 1963 gegen Gegner wie MTK Budapest, Manchester United, den Wiener Sportklub, Real Madrid, den FC Barcelona, den Racing Club de Paris, den AC Mailand, Peñarol Montevideo, Benfica Lissabon und den FC Santos. In Reihen der NFV-Auswahl bestritt er mehrfach Repräsentativspiele.
Zu seiner Einstellung und Spielweise hält Vinke fest: „Seinen Söhnen vererbte der säbelbeinige Erwin nicht nur die fußballerische Veranlagung, sondern auch das Kampf- und Einsatzgen. So scheute Dieter Seeler laut Hamburger Morgenpost keinen Zweikampf, rannte sich die Lunge aus dem Hals und brachte seine Gegner mit seinem Kampfgeist reihenweise zur Verzweiflung.“

## Lebensende
Der beruflich als Vertreter von Textilunternehmen und auch zeitweise beim Fußballmäzen Betten-Holm beschäftigte Dieter Seeler erlitt 1973 einen Herzinfarkt, es folgten zwei Schlaganfälle, ehe er im September 1979 an Nierenversagen verstarb. Er hinterließ Ehefrau und zwei Kinder. Seine letzte Ruhestätte fand er auf dem Friedhof Ohlsdorf im Familiengrab der Seelers, zusammen mit seinen Eltern und seiner 2014 verstorbenen Frau Helga.